# Depuración de los Talyshes
La deportación de los talysh fue una operación de deportación llevada a cabo por Stalin con el objetivo de purificar étnicamente a la población Talyshi de las regiones fronterizas con Irán, así como cambiar la composición étnica de determinadas regiones. Se llevó a cabo en Asia Central y en la zona de Kura-Araks de la República Socialista Soviética de Azerbaiyán.

## Prehistoria
En 1936, se adoptó una nueva Constitución de la URSS, se liquidó la República Socialista Federativa Soviética de Transcaucasia y cambió la actitud hacia los pueblos; Se inició un período de introducción de una política de asimilación de muchas minorías nacionales a favor del pueblo titular y la prohibición de su etnónimo.
Después del Pleno del Comité Central, celebrado el 6 de junio de 1937, en vísperas del XIII° Congreso del Partido Comunista de Azerbaiyán, donde se discutió el contenido del próximo informe del Comité Central al Congreso, se planteó la cuestión de la purificación. de la lengua azerbaiyana se plantearon capas persas, árabes y otomanas, entre otras. Uno de los participantes en la discusión habló de la necesidad de “purificar el lenguaje Tat”. A lo que Mirjafar Bagirov respondió: “Creo que es hora de pasar de las lenguas tat, kurda y talysh a la lengua azerbaiyana. La iniciativa debe tomarla la Comisaría Popular de Educación, todos son azerbaiyanos”.
Después de este pleno, se decidió abandonar la educación en otros idiomas y pasar al idioma azerbaiyano, se cerraron las escuelas en el idioma talysh, se suprimieron las publicaciones periódicas y los científicos y figuras públicas talysh (Ahmedzade Z., Nasirli M. , Mirsalaev B. y otros) fueron objeto de represión.

## Deportación de 1938
Las represiones contra los talichs afectaron no sólo a la intelectualidad, sino también a la población en general. En un telegrama de enero de 1938, el Comisario del Pueblo de Asuntos Internos de la URSS, N. Yezhov, envió una solicitud al Comisario del Pueblo Adjunto de Asuntos Internos de la República Socialista Soviética de Azerbaiyán, T. Borshchev, para que limpiara inmediatamente los distritos iraníes de Bakú y Kirovabad. Fue necesario arrestar a iraníes que no tenían pasaporte soviético o iraní, principalmente aquellos involucrados en actividades antisoviéticas, realizar interrogatorios a gran escala para identificar a los cómplices y, tras una decisión judicial, deportarlos con sus familias a Irán o a Irán. lugares especialmente designados en la URSS.
En su memorando de 1931 sobre el trabajo entre las minorías nacionales de Azerbaiyán, Alimadatov se interesó por las cuestiones fronterizas y la influencia iraní en las regiones de Talysh. Cabe señalar que su modo de vida es más cercano al de Irán que al del resto de Azerbaiyán y que los talysh soviéticos mantienen estrechos vínculos de parentesco con los talysh de Irán. Alimadatov concluye que la sensibilidad hacia las características de las regiones fronterizas habitadas por “pequeños” pueblos culturalmente atrasados requiere atención inmediata al desarrollo cultural y necesario del pueblo Talysh.
Como resultado, varios talysh de las regiones de Astara, Lankaran, Lerik y Yardimli fueron deportados a los desiertos de Kazajistán y Azerbaiyán, aunque su origen étnico no se menciona en los documentos oficiales. Como dice Christa Goff, los talysh fueron deportados en esta época, ya sea porque estaban incluidos en el entorno iraní, es decir, llamados "iraníes", o porque vivían a lo largo de la frontera iraní con el Azerbaiyán soviético. Peter Kokaisl informa que sigue siendo difícil determinar el número exacto de talysh deportados, ya que los documentos y registros disponibles públicamente se refieren a "iraníes" o "kurdos", lo que es esencialmente una identificación errónea.
Algunos funcionarios decidieron que la mejor manera de disipar las preocupaciones sobre la inestabilidad fronteriza y la desconfianza local era expulsar físicamente de estas áreas a las personas consideradas poco confiables. Algunos talysh fueron deportados a Asia Central, mientras que otros se vieron obligados a abandonar sus aldeas y establecerse en ciudades como Astara y Lenkoran, donde posiblemente podrían ser mejor monitoreados.

Basándose en el documento de enero de 1938, en una carta dirigida al presidente del Consejo de Comisarios del Pueblo V. Molotov, con las firmas del Comisario del Interior del Pueblo N. Yezhov y del jefe del departamento de seguridad del Estado del URSS L. Beria, de 24 de septiembre de 1938, se afirma:
Por decisión del Politburó del 19 de enero de 1938 (Protocolo No. 56/308), el NKVD de la URSS propuso reasentar en Kazajstán a todos los iraníes que vivían en las regiones fronterizas de Azerbaiyán y que habían obtenido la ciudadanía soviética en un período de un mes. Esta decisión no se implementó a tiempo. Actualmente, 2.000 familias (6.000 personas) de iraníes que obtuvieron la ciudadanía soviética han sido registradas y preparadas para su reasentamiento en Kazajstán. Su reasentamiento debía comenzar el 15 de octubre de 1938. Presentamos un proyecto de resolución del Consejo de Comisarios del Pueblo de la URSS sobre el procedimiento de reasentamiento y las disposiciones económicas para los iraníes.
El 8 de octubre de 1938, el Consejo de Comisarios del Pueblo de la URSS adoptó la Resolución n.º 1084-269-ss "Sobre el reasentamiento de iraníes de las regiones fronterizas de la República Socialista Soviética de Azerbaiyán a la República Socialista Soviética de Kazajstán", definiendo los derechos legales, financieros, aspectos técnicos y económicos de esta deportación. Para la aplicación de estas medidas sólo se asignaron 3,4 millones de rublos. Al Consejo de Comisarios del Pueblo de la República Socialista Soviética de Kazajistán se le encomendó la tarea de construir 1.000 casas de dos apartamentos para alojar a los inmigrantes durante el período 1938-1939. Al mismo tiempo, se exigía a los inmigrantes que utilizaran sus propios recursos para la construcción y preparación de materiales de construcción.
El 6 de noviembre de 1938, el Consejo de Comisarios del Pueblo y el Comité Central del Partido Comunista (Bolcheviques) de Kazajistán detallaron las medidas a tomar contra los colonos y determinaron los lugares de residencia de los deportados en las regiones de Alma-Ata y del sur de Kazajistán. La resolución pedía a los líderes regionales y distritales que garantizaran la entrega de las familias de los colonos iraníes a los lugares designados dentro de las 12 horas posteriores a su llegada a Kazajistán. Los trabajos de reparación en las casas especialmente preparadas para ellos tuvieron que finalizarse en cuatro días. Cada familia debía recibir 1.600 rublos para poder mejorar rápidamente sus condiciones de vida. En cinco días debían organizarse los trabajos para suministrar a los iraníes productos de harina y piensos para su ganado. El Ministerio de Educación era responsable de llevar a cabo un registro preciso de los hijos de los colonos en edad escolar y de crear las condiciones para su educación en las escuelas locales. Si había profesores entre los colonos, debían ser contratados inmediatamente, independientemente de sus conocimientos de kazajo o ruso, y recibir cursos de actualización con retención total del salario Los talysh fueron reasentados en 12 regiones de Kazajistán